# Penn Yan, New York
Penn Yan este o localitate cu statut de sat, o municipalitate și sediul comitatului Yates, statul New York, Statele Unite ale Americii. Conform datelor furnizate de United States Census Bureau, populația localității fusese de 5.159 de locuitori la data recensământului din anul 2010. Localitatea se găsește la nord-est GR6 de lacul Keuka, unul din lacurile cunoscute colectiv cunoscute sub numele de Finger Lakes.

## Istoric

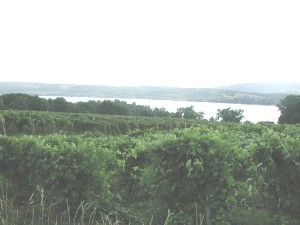
Vineyard near Keuka Lake, Penn Yan, New York

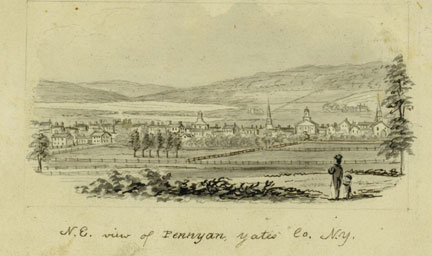
N.E. view of PENNYAN, Yates Co., N.Y. (circa 1856-1860) by John Warner Barber

The first frame dwelling at Penn Yan was built in 1799. The village became the county seat in 1823, when Yates county was created, and was incorporated in 1833.

## Rezidenți notabili
- David Bordwell, prominent American film theorist, film critic, and author, grew up on a farm near Penn Yan.
- NFL running back Tony Collins grew up in Penn Yan.
- Sylvester J. Conklin, Wisconsin State Assemblyman, was born in Penn Yan.
- Milly Bloomquist, Recipient of The Presidential Citizenship Medal in 2011